# تد بریثویت
تد بریثویت (انگلیسی: Ted Braithwaite; ۱۲ دسامبر ۱۹۰۲ – ۱۹۹۰ (۸۷−۸۸ سال)) بازیکن فوتبال اهل بریتانیا بود.
از باشگاه‌هایی که در آن بازی کرده‌است می‌توان به باشگاه فوتبال ردینگ، باشگاه فوتبال سوئیندون تاون، باشگاه فوتبال مارگیت، و باشگاه فوتبال برادفورد سیتی اشاره کرد.